# Parc d'État de Smith Rock
Le Parc d'État de Smith Rock (Smith Rock State Park) est un parc d'État situé dans une région semi-désertique du centre de l'Oregon, à proximité de la ville de Redmond, dans le comté de Deschutes, au nord-ouest des États-Unis. Le parc est situé dans une région montagneuse composée de falaises basaltiques appréciées pour l'escalade.  
Le parc propose également de nombreux sentiers de randonnée. Il est traversé par la sinueuse Crooked River et offre des vues sur différents volcans de la chaîne des Cascades.
Les paysages sauvages de la région ont été utilisés comme décors de nombreux films américains. Le film Even Cowgirls Get the Blues (1993) fut ainsi tourné en partie dans le parc tout comme les films Postman (1997), Opération Espadon (2001). Le film Une bible et un fusil, interprété par John Wayne a aussi été tourné en partie dans le parc.
Il comporte un monolithe aux parois verticales le Monkey Face, un des pics d'escalade rocheuse les plus difficiles du monde. Deux de ses voies furent vaincues  par le Français Jean-Baptiste Tribout, la première To Bolt or not to be (35 mètres) en 1986, la deuxième Just do it (coté 8c+ sur une échelle de difficulté allant de 3 à 9) en 1992.

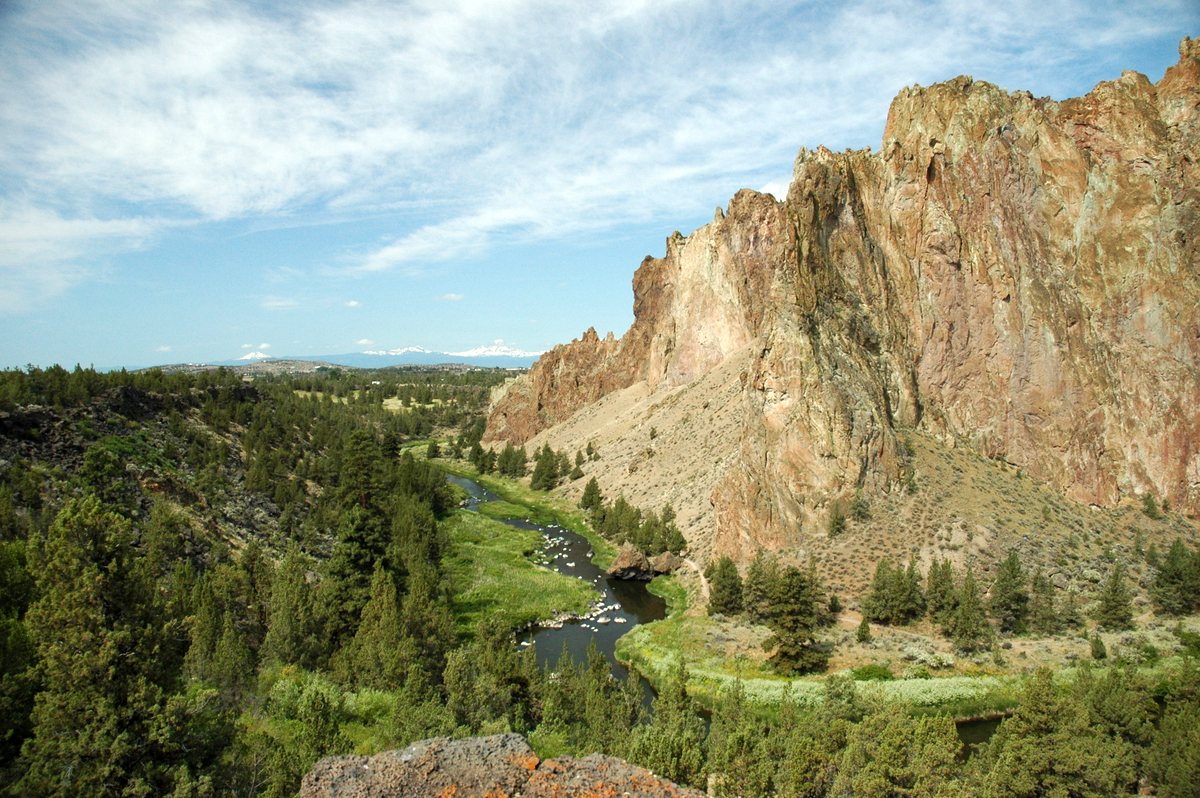
Paysage dans le parc.